# Германско право
Германско право је кодификовано под утицајем римског права. Претходно су људи, изабрани из народа, који су били познати по томе што су добро познавали обичаје, доносили пресуду. Међу Францима су се називали рахинбурзи. За њих су говорили да су: „Живи законици, инкарнације права, непредвидиви и застрашујући“. Према Мишелу Ружу моћ, за коју се тврдило да је магична, божанска и војна, употребљавали су заједнички, изабрани краљ „достојан престола“ и његове верне војсковође и пратиоци. Усмени закони су били довољни све док се краљ и његов двор (лат. platinum leges) нису настанили на једно место.
Језик свих континенталних закона је био латински. Једини закони, написани на неком од германских језика су англо-саксонски закони, међу којима је Етелбертов законик из 7. века. У 13. веку саксонско обичајно право је кодификовано на свакодневном народном језику као Захеншпигел (нем. Sachenspiegel).
Сви они имају сличне карактеристике као најпознатији пример, Салијски законик, али се од њега често разликују  по датуму састављања, броју санкција, по броју и природи самих деликата, броју, рангу, обавезама и титулама службеника.
Постоји број посебних законика који су донети како би се решавали спорови између римских грађана. Разликовали су се од оних „обичних“, који су примењивани на спорове између германских народа или Германа и Римљана. Најпознатији међу њима су Romana Visigothorum or Breviary of Alaric, Lex Romana Curiensis и Lex Romana Burgundionum.

## Тацит
Тацит у делу О пореклу и обичају Германа говори о  правној пракси Германа из 1. века.  Тацит извештава да су случајеви изношени пред племенски скупштину. Лакши прекршаји регулисани су композицијом (плаћа се у стоци), делимично се исплаћују оштећењенику (или његовој породици), а делом краљу. Смртна казна била је резервисана за две врсте кривичних дела: војна издаја или дезертерство кажњени су вешањем, а телесна срамота (силовање) бацањем осуђених у мочвару.
Мањи правни спорови свакодневно су решавали изабрани представници уз помоћ службеника.

## Принципи
Германски законици су креирани за раслојено друштво, базирано на друштвеним класама, које су одређене пореклом или сродством. Правни статус, а самим тим и слобода појединца заснивали су се на припадности одређеној друштвеној класи.
„Најважнија особина која је карактерисала франачко и германско право уопште је тзв. персонални принцип приликом примене права. Наиме, на територији државе важили су различити, превасходно обичајни прописи разних племена, тако да се нпр. на починиоца деликта не примењује право места где је деликт учињен, него право племена у коме је починилац рођен (лат. lex origines) односно, како се то обично формулисало, право по коме живи (лат. sub quae lege vivet). На галоримско становништво се примењивало римско право. Такав принцип примене права јасно говори да германске државе дуго нису y потпуности стекле важан атрибут државе — територијалност власти и да су трагови племенска уређења били дубоко усађени. Правни партикуларизам је био толико изражен да се у држави паралелно примењивао велики број племенских обичајноправних система. Тако се чак и на чланове две франачке династије примењивао различито право на Меровинге салијско, а на Каролинге рипуарско.”

## Појединачни законици германског права
| Законик                                          | Германски народ  | Законодавац  | Година доношења / усвајања |
| ------------------------------------------------ | ---------------- | ------------ | -------------------------- |
| Code of Euric                                    | Визиготи         | Еурик        | c. 480.                    |
| Lex Burgundionum                                 | Бургунђани       | Гундобад     | c. 500.                    |
| Lex Salica                                       | Салијски Франци  | Хлодовек I   | c. 500                     |
| Pactus Alamannorum                               | Аламани          |              | c. 620.                    |
| Lex Ripuaria                                     | Рипуарски Франци |              | 630                        |
| Edictum Rothari                                  | Лангобарди       | Ротари       | 643.                       |
| Lex Visigothorum                                 | Визиготи         | Рекесвинт    | 654                        |
| Lex Alamannorum                                  | Аламани          |              | 730.                       |
| Lex Bajuvariorum                                 | Баварци          |              | c. 745.                    |
| Lex Frisionum                                    | Фризи            | Карло Велики | c. 785.                    |
| Lex Saxonum                                      | Саксонци         | Карло Велики | 803.                       |
| Lex Angliorum et Werinorum, hoc est, Thuringorum |                  | Карло Велики | 9.век                      |

## Грађанско право
„Грађанско право је јасно одражавало мешање старих германских обичаја и посткласичног римског права.
Стварно право је у германским државама дуго носило трагове колективистичких односа уз неке елементе феудалних схватања. Пре свега тог да је на истој ствари (некретнини) могло постојати више титулара са различитим овлашћењима. Колективна својина на земљи се дуго задржала, нарочито праву сеоских општина (марки) на општинској земљи. Још је раширенија била у облику породичне својине, с обзиром да је земља коју су војници донијали y центенама прелазила на њихове синове као наследно добро. Оно је y начелу било неотуђиво, али се због економских недаћа временом — нарочито у каролиншком периоду својина на тој земљи почела преносити на велепоcеднике, уз очување државине оног ко је обрађује (прекаријум). Подељеност својинских овлашћења се огледала и код института бенефицијума (бенефикална земља) и commendatum-a, код којих су појединци уз различите обавезе добијали од сениора земљу на коришћење, али не и у својину, те њоме нису могли располагати. Стога су стварна права на непокретностима више имала карактер државине или плодоуживања, него права својине. Најближи појму неподељене и потпуне приватне својине је био allodium , који се појавио у меровиншко, а развио се у већем обиму тек у каролиншко доба. Власник је њиме могао без ограничења располагати и inter vivos и mortis causa, с обзиром да није био везан за било какву обавезу и да га је у почетку по правилу сачињавала наслеђена својина (лат. de alode parentium), a тек касније и стечена имовина (лат. de alode conquisitu). Ипак, и код алодијума су се назирали трагови колективне пороцичне својине — постојало је право прече куповине у корист чланова уже или шире породице. На покретним стварима је, наравно, постојала приватна својина.
Облигационо право није било развијено, јер није било ни развијене приватне својине. Најчешће се користио један специфичан формални уговор „чврста вера“ (fides facta), помоћу кога су се могли постизати ефекти различитих уговора (трампа, купопродаја, зајам, поклон). Он се закључиво пред сведоцима на традиционалан начин — тако што странке преносећи својину нa предмету изговарају одређене свечане речи уз доста симболике (руковање, предавање гранчице или грумена земље, понекад и штапића који је на себи садржавао ознаку власника). Касније се, нарочито код купопродаје, уместо Симболичких предмета, у промет уводи писана приватна исправа (стгерм. charta), која се предаје другој уговорној страни приликом закључења уговора.
Брачно u породично право је такође било обележено траговима традиционалних германских обележја. Брак се закључивао уговором између оца девојке и будућег мужа кроз неколико акта — симболичну куповину невесте (веридба), преношење мундиума са оца на младожењу, давање мираза — dos (који убрзо постаје обавезан) и предају младе (лат. traditio puelae). После прве брачне ноћи млада је добијала од задовољног младожење посебан „јутарњи поклон“ (нем. Morgengabe), који ће се задржати и неким законицима модерног доба (чл. 1232 Аустријског грађанског законика, преузет y чл. 770 Српског грађанског законика). Код Лангобарда је моргенгабе био чак писмено утврђиван и обично је износио четвртину мужевљеве имовине, што би јој припало уколико остане удовица. Миразна имовина је била под контролом мужа, а y случају њене смрти добијају је њена деца или се, ако деце нема, враћа њеној породици (тзв. Rückfallrecht, право на повраћај). У франачком праву се развила и идеја о заједничкој брачној тековини, те после смрти једног од супружника, други добија половину имовине стечене y браку, независно од његовог наследничког статуса. Брак отмицом, који је очигледно постојао y ранијем германском обичају, забрањује се већ прописима меровиншких владара, а прекршиоци се кажњавају прогонством. Под утицајем цркве, у каролиншком периоду и концепција брака y симболичној форми куповине жене се потискује, па се укида traditio puelae, a 6paк поприма форму обавезног црквеног брака и постаје нераскидив, мада се y пракси развод примењивао и поред противљења цркве. Власт оца и мужа германски mundium (од стгерм. Munt, рука), подразумева право старешине породице да наређује и кажњава чланове породице (мада знатно уже од римског pater familias-a), али и обавезу да штити децу и жену. Над мушком децом код различитих франачких племена отац има мундиум до 12. или 14. године (код Лангобарда до 18), a над женском до удаје. Над удовицама и сирочади мундиум, превасходно y смислу заштите, има владар.
Жене су иначе имале веома добру правну заштиту, поготово оне које су способне за рађање и труднице, а и иначе су све слободне жене биле кривичноправно заштићене оштрим санкционисањем кривичних дела против полног морала (силовање, итд.). Пример су одредбе из чл. 20: „Ако неки слободан човек ухвати шаку, руку или прст слободне жене слободне жене, и то му буде доказано, пресудиће се да плати 15 солида. Ако јој стегне руку, треба да плати 30 солица. Ако јој дирне руку више лакта, пресудиће се да плати 1.400 динара, што износи 35 солида.“ У лангобардском праву (Ротаров едикт) чак са 20 солида санкционисано је вређање женских особа које неко неосновано назове блудницама или вештицама. Уосталом и положај жена у наслеђивању је прилично повољан.
Наследно право је у приличној мери занимало зборнике германског права, али је остало доста нејасних питања. То се нарочито односи на Салијски законик (члан 59), y коме је редослед рођака у законском наслеђивању следећи: деца, мајка, браћа и сестре, тетка, следећи најближи сродник. Мада се ту изричито не помињу отац и стриц, неки аутори верују да су се они подразумевали. Ово утолико пре, јер се поменути редослед наслеђивања односи на покретне ствари, док се y истом члану изричито наводи да земљу не може наслеђивати жене, него само мушки сродници. Друга германска права су, међутим, углавном остављала могућност да женски сродници наследе и непокретности, али тек уколико нема мушких сродника истог степена сродства. Код Лангобарда наслеђују најпре синови па отац, брат, очев брат, док ћерке, ако нема синова, добијају једну трећину.
Нарочиту пажњу y германским правима изазива установа афатомије (afatomia), која је надомештала непостојање тестамента. У Салијском законику то представља један вид симболичког и формалног уговора, у коме једно лице за живота преноси на друго, сс којим није у сродству, целу или део своје имовине имовине (и то тако што пред три сведока и судијом y центени тунгином, одабраном лицу баца y крило гранчицу, говорећи која је имовина y питању, колико хоће и коме хоће да је остави). Затим се то лице настањује y кући преносиоца оставиоца, али y року од годину дана је дужно да, сада пред краљевим судом, баци гранчицу y крило онима који су одређени за наследнике и преда им одређену имовину. Основна идеја овог поступка подсећа на древни римски поступак mancipatio familiae, који се такође користио пре но што се појавио прави тестамент, за заобилазно преношење имовине на жељене наследнике посредством пријатеља. Међутим, мало је вероватно да је афатомија настала под утицајем тог римског обичаја, с обзиром да је он вековима пре тога престао да се примењује. У Рипуарском законику афатомија више поприма форму тзв. адопције ради наслеђивања (adoptio in hereditatem), где се неко лице усваја да би постало наследник оставиоца. Слично је и са лангобардском установом thinx, где оставилац, који нема синова, пред наоружаним народом преноси на друго лице копље као симбол власти над целокупном својом имовином, примајући узвратни поклон, при чему у ствари симболички усваја наследника. Елементи класичног тестамента се појављују тек y случајевима располагања имовином mortis causa y корист цркве, мада су та располагања још чешће била y облику поклона за живота или donatio mortis causa.”

## Кривично право
Санкције у германском праву су више фокусиране на накнаду штете него на освету. Свака повреда мора бити компензована према врсти почињене штете без обзира на мотив и намеру. Чак и за најтежа кривична дела какво је убиство плаћала се накнада, такозвани wergeld (фиксирани износ новца одређен полом и друштвеним статусом појединца). Пракса да се део штете плаћа краљу задржана је Етелбертовом законику, под називом drihtinbeah, али је укинута након христајанизације. Зависно становништво је било у власништву својих господара, а зато ако би потчињени починио кривично дело, његов господар би одговарао за њега, баш као што је случај и са животињама.
Најтежа казна за неко кривично дело, које се сматра неуновчивим, јесте да се извршилац дела прогласи за одметника (стави ван правне заштите).
У већини случајева у пракси то би могао бити еквивалент смртној казни, али изгледа да је смртна казна предвиђена само за веома ретке случајеве, попут сексуалних злочина (силовање, прељуба, промискуитет), верских злочина (инцест) или злочина против краља (издаја, побуна). Аламанички закон такође предвиђа смртну казну за планирање атентата на војводу и за војну издају (помагање непријатељима или изазивање побуне у војсци), али у тим случајевима казна може бити и ванзаконита или новчана казна, зависно од пресуде војводе или поглавице.
За разлику од римског права, германско прво спомиње распеће као средство за доказивање кривице или недужности.

### Цитирана библиографија
- Аврамовић, С.; Санимировић, В. (2019). Упоредна правна традиција. Београд.